# Laaounate
Laaounate (franska: Laaounate (CR), Laaounate (Commune Rurale), arabiska: العامرية) är en kommun i Marocko.   Den ligger i provinsen Sidi Bennour och regionen Casablanca-Settat, 190 km sydväst om huvudstaden Rabat. Antalet invånare är 13 793.